# Manifestació per l'occità
La Manifestació per l'occità anomenada Anem! Per la lenga occitana, òc! és una manifestació organitzada pel col·lectiu Manifestar per l'occitan. És constituït per les principals associacions occitanes (Institut d'Estudis Occitans, Felibritge, F.E.L.C.O., Calandreta, Òc-Bi i Conselh de la Joventut d'Òc). Els seus col·lectius locals són presents dins força departaments. La seva manifestació té per objectiu engrandir la diversitat lingüística i cultural a França i al món i demanar a l'Estat una política pública per a la llengua occitana.

## Manifestació deCarcassonadel 22 d'octubre de 2005
La manifestació per la llengua occitana de Carcassona va tenir una bona resposta popular, ja que hi participaren entre 8.000 i 12.000 persones. Els manifestants sorgiren del jardí André Chenier per arribar a la Ciutat de Carcassona. A la fi de la manifestació, tots cantaren Se canta. Després de la manifestació, se celebrà una gran festa a Vilagalhenc, amb diversos grups de música. Molts occitanistes parlen d'un abans i un després de la manifestació de Carcassona.

## Manifestació deBesiersdel 17 de març de 2007
Més de 20.000 persones s'hi van manifestar a favor de l'ús de les llengües minoritzades a les eleccions presidencials i per a donar suport a la llengua i la cultura occitanes. També hi reclamaren la modificació de l'article 2 de la constitució francesa i la ratificació de la Carta Europea de les Llengües Regionals o Minoritàries.
Aquella manifestació fou marcada per la presència del Felibritge i del seu capolièr que afirmà al seu discurs que llengua d'oc i occità eren dos termes sinònims. També hi fou present el batlle de Tolosa Jean-Luc Moudenc o la candidata a l'elecció presidencial dels verds, Dominique Voynet, així com alguns representants d'altres canditats. També va rebre el suport de delegacions bretones, catalanes, basques i corses.
Després de la manifestació, s'organitzà als enfores de la vila una gran festa organitzada per l'associació Gardarem la Tèrra, amb diversos grups de música. Amb aquesta mobilització, el moviment occitanista mostrà que no és pas un moviment marginal.